# Janine Cossy
Janine Cossy (nacida en 1950) es una química francesa especializada en la síntesis de productos biológicamente activos y profesora de química orgánica en la ESPCI ParisTech.

## Biografía
Cossy obtuvo un doctorado en química en la Universidad de Reims y luego realizó una beca posdoctoral con el equipo del profesor Barry Trost en la Universidad de Wisconsin en Madison. Designada como profesora en la ESPCI ParisTech en 1990, su trabajo se centra en la síntesis total de productos biológicamente activos naturales como agentes anticancerígenos, antibióticos, antiinflamatorios o productos que actúan sobre el sistema nervioso central. También ha realizado investigaciones sobre reacciones de radicales libres y reacciones fotoquímicas.  Ha sido consultora para Rhône-Poulenc, Rhodia y L'Oréal y cofundadora de la startup Acanthe Biotech and CDP Innovation.

## Distinciones
- Presidenta electa de la División de Química Orgánica de la Sociedad Química Francesa[4] de 2002 a 2006 y de la Sociedad Química franco-japonesa

- Galardonada con el Premio Jungfleish por la Academia de Ciencias en 1996

- Galardonada con la Medalla de plata CNRS en 1996[5]

- Galardonada con el Gran premio Achille Le Bel  por la Sociedad Química Francesa en 2009[6]

- Admitida como Caballero de la Orden Nacional del Mérito en 1997

- Galardonada con varios premios de empresas farmacéuticas: Novartis en 2000 y 2008, Boehringer Ingelheim en 2001, Eli Lilly and Company en 2008, Abbott Laboratories en 2008 y AstraZeneca y Bristol-Myers-Squibb en 2010.

- Admitida como Caballero de la Legión de Honor en 2013[7]

Es miembro de IUPAC, el comité directivo de la fundación Pierre-Gilles de Gennes Foundation for Research y el consejo científico del CNRS para el período 2010-2014.  Edita las revistas científicas Organic Letters , New Journal of Chemistry , European Journal of Organic Chemistry y Journal of Organic Chemistry . 

## Trabajos
- Carbono sin heteroátomos adjuntos ( Elsevier Science , 2005)
- Transformaciones integrales orgánicas funcionales del grupo (Elsevier Science, 2005)